# Grant Hendrik Tonne

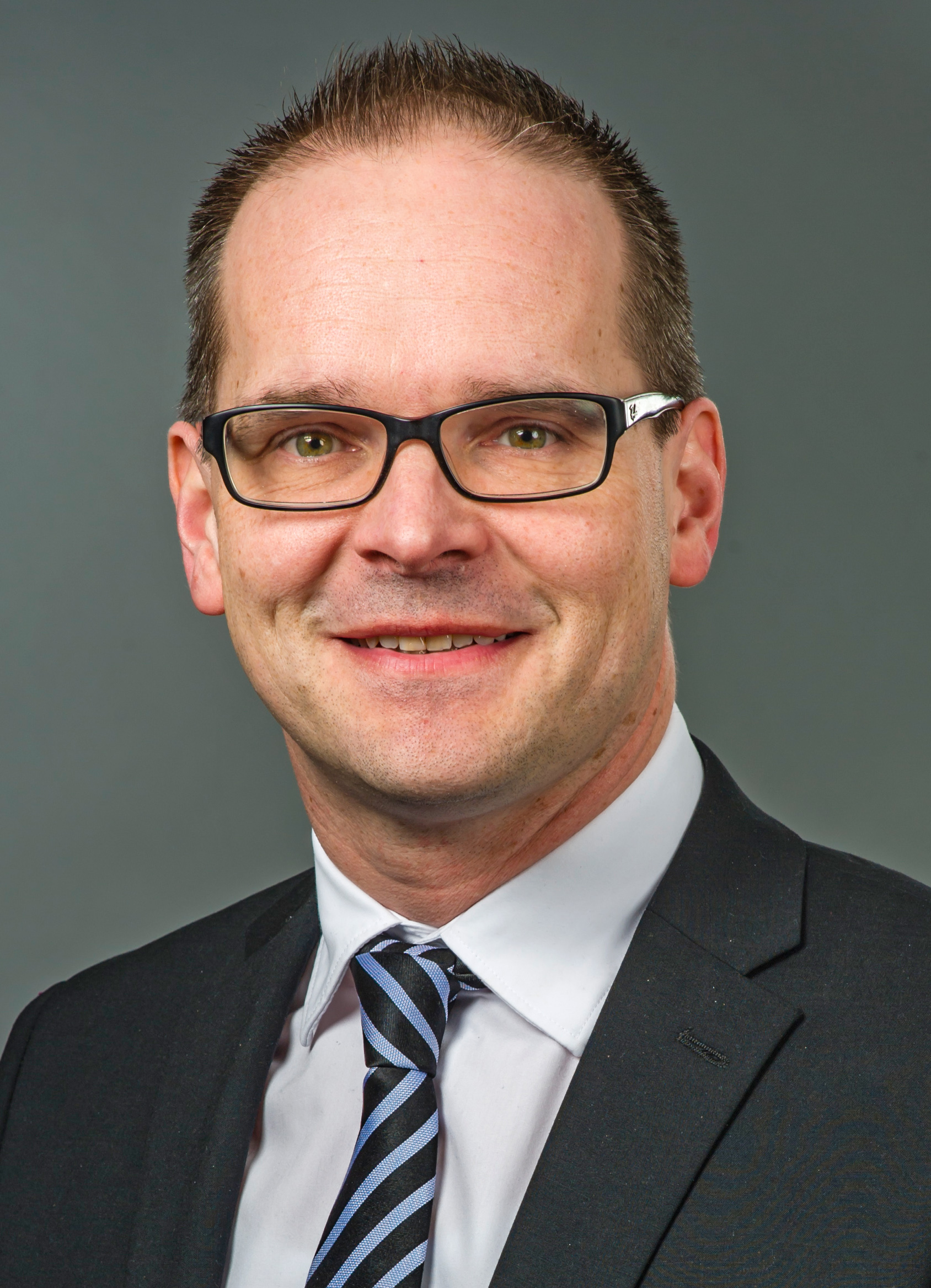
Grant Hendrik Tonne (2018)

Grant Hendrik Tonne (* 22. Juni 1976 in Bad Oeynhausen) ist ein deutscher Politiker (SPD). Seit 2008 ist er – mit einer Unterbrechung von 2017 bis 2020 – Mitglied des Niedersächsischen Landtages, von 2022 bis 2025 als Vorsitzender der SPD-Fraktion. Von 2017 bis 2022 war er Niedersächsischer Kultusminister. Seit 2025 ist er Niedersächsischer Wirtschaftsminister.

## Leben und Beruf
Nach dem Abitur 1995 in Petershagen absolvierte Tonne ein Studium der Rechtswissenschaft an der Universität Bremen, das er mit dem ersten juristischen Staatsexamen beendete. Nach der Ableistung des Referendariats legte er auch das zweite Staatsexamen ab. Danach war er bis 2017 als selbständiger Rechtsanwalt in Stolzenau tätig.
Tonne ist verheiratet und hat vier Kinder.

## Partei
Tonne trat 1996 in die SPD und die Jusos ein und war von 1999 bis 2002 sowie von 2006 bis 2007 Vorsitzender des Juso-Unterbezirks Nienburg/Weser. Er gehört seit 1999 dem Vorstand des SPD-Unterbezirks Nienburg an.

## Abgeordneter
Tonne gehört seit 1996 dem Gemeinderat von Leese und seit 2001 auch dem Rat der Samtgemeinde Landesbergen sowie dem Kreistag des Landkreises Nienburg an. Im Kreistag war er Vorsitzender des Ausschusses für berufsbildende Schulen und stellvertretender Kreistagsvorsitzender.
Bei den Landtagswahlen 2008, 2013, 2017 und 2022 trat Tonne für die SPD im Wahlkreis Nienburg/Schaumburg und auf der SPD-Landesliste an. Bei den ersten drei Versuchen unterlag er jeweils dem CDU-Kandidaten Karsten Heineking, zog jedoch 2008 und 2013 über die Landesliste in das Parlament ein. So gehörte er dem Niedersächsischen Landtag von 2008 bis 2017 an, von 2013 bis 2017 als Parlamentarischer Geschäftsführer der SPD-Landtagsfraktion. Als die SPD bei der Landtagswahl 2017 zahlreiche Direktmandate gewann, zog die Landesliste nicht, sodass Tonne 2017 aus dem Landtag ausschied. Am 23. April 2020 rückte er für Dirk Adomat, der nach seiner Wahl zum Landrat des Landkreises Hameln-Pyrmont auf sein Landtagsmandat verzichtet hatte, in den Landtag nach. 2022 gewann er erstmals das Direktmandat im Wahlkreis Nienburg/Schaumburg. Anschließend wurde er zum Vorsitzenden der SPD-Fraktion im Landtag gewählt. Dieses Amt hatte er bis zu seiner Ernennung zum niedersächsischen Wirtschaftsminister 2025 inne.

## Öffentliche Ämter
Tonne war ab 2001 zunächst stellvertretender Bürgermeister der Gemeinde Leese, bis er 2006 schließlich zum ehrenamtlichen Bürgermeister gewählt wurde. Im Juni 2018 trat er zurück.
Vom 22. November 2017 bis zum 1. November 2022 war er Kultusminister im zweiten Kabinett Weil.
Am 20. Mai 2025 wurde Tonne zum Minister für Wirtschaft, Verkehr und Bauen im Kabinett Lies ernannt.
Seit 2020 ist er Vorsitzender des Volksbundes Deutsche Kriegsgräberfürsorge in Niedersachsen.